# Córdoba (tỉnh)
Córdoba (tiếng Ả Rập: قرطبة Qurṭuba) là một tỉnh ở phía nam Tây Ban Nha, ở khu vực trung bắc bộ của cộng đồng tự trị Andalusia. Tỉnh này giáp các tỉnh Málaga, Sevilla, Badajoz, Ciudad Real, Jaén, và Granada. Diện tích là 13.769 km².
Tỉnh này có 40% dân số sống ở tỉnh lỵ Córdoba, mật độ dân số 56,00/km². Tỉnh này có 75 đô thị.

## Các Comarca
- Alto Guadalquivir
- Campiña Este - Guadajoz
- Campiña Sur
- Subbetica
- Valle de los Pedroches
- Valle del Guadiato
- Vega del Guadalquivir

## Các đô thị
| Tên                              | Dân số. (2002) |
| Adamuz                           | 4.455          |
| Aguilar de la Frontera           | 13.508         |
| Alcaracejos                      | 1.423          |
| Almedinilla                      | 2.547          |
| Almodóvar del Río                | 7.079          |
| Añora                            | 1.582          |
| Baena                            | 19.784         |
| Belalcázar                       | 3.712          |
| Bélmez                           | 3.705          |
| Benamejí                         | 4.847          |
| Los Blázquez                     | 688            |
| Bujalance                        | 8.066          |
| Cabra                            | 20.711         |
| Cañete de las Torres             | 3.295          |
| Carcabuey                        | 2.827          |
| Cardeña                          | 1.801          |
| La Carlota                       | 10.736         |
| El Carpio                        | 4.449          |
| Castro del Río                   | 8.064          |
| Conquista                        | 497            |
| Córdoba                          | 314.805        |
| Doña Mencía                      | 4.971          |
| Dos Torres                       | 2.617          |
| Encinas Reales                   | 2.373          |
| Espejo                           | 3.884          |
| Espiel                           | 2.418          |
| Fernán-Núñez                     | 9.495          |
| Fuente la Lancha                 | 413            |
| Fuente Obejuna                   | 5.743          |
| Fuente Palmera                   | 9.897          |
| Fuente-Tójar                     | 810            |
| La Granjuela                     | 501            |
| Guadalcázar                      | 1.193          |
| El Guijo                         | 406            |
| Hinojosa del Duque               | 7.797          |
| Hornachuelos                     | 4.687          |
| Iznájar                          | 4.854          |
| Lucena                           | 37.669         |
| Luque                            | 3.286          |
| Montalbán de Córdoba             | 4.510          |
| Montemayor                       | 3.839          |
| Montilla                         | 23.235         |
| Montoro                          | 9.488          |
| Monturque                        | 1.966          |
| Moriles                          | 3.747          |
| Nueva Carteya                    | 5.590          |
| Obejo                            | 1.560          |
| Palenciana                       | 1.584          |
| Palma del Río                    | 19.448         |
| Pedro Abad                       | 2.908          |
| Pedroche                         | 1.784          |
| Peñarroya-Pueblonuevo            | 12.559         |
| Posadas                          | 7.015          |
| Pozoblanco                       | 16.545         |
| Priego de Córdoba                | 22.558         |
| Puente Genil                     | 27.720         |
| La Rambla                        | 7.362          |
| Rute                             | 10.045         |
| San Sebastián de los Ballesteros | 852            |
| Santa Eufemia                    | 1.101          |
| Santaella                        | 5.927          |
| Torrecampo                       | 1.424          |
| Valenzuela                       | 1.408          |
| Valsequillo                      | 440            |
| La Victoria                      | 1.748          |
| Villa del Río                    | 7.265          |
| Villafranca de Córdoba           | 3.707          |
| Villaharta                       | 650            |
| Villanueva de Córdoba            | 9.478          |
| Villanueva del Duque             | 1.743          |
| Villanueva del Rey               | 1.237          |
| Villaralto                       | 1.484          |
| Villaviciosa de Córdoba          | 3.774          |
| El Viso                          | 2.955          |
| Zuheros                          | 880            |

38°00′B 4°50′T / 38°B 4,833°T